# Ian Piccard
Pour les articles homonymes, voir Piccard.
 Ian Piccard, né le 11 mars 1968, est un skieur alpin français, spécialiste du slalom géant.

## Biographie
Il est originaire des Saisies et appartient à la grande famille du ski des Piccard. Il est le frère de Franck (champion olympique de Super G), John, Leila, Jeff et Ted Piccard .
Il est  Champion de France de super G en 1994, puis 2 fois Champion de France de slalom géant  en 1995 et en 1997.
Il participe à quatre éditions des championnats du monde de ski, en 1993, 1996, 1997 et 1999. et 1987. Ses meilleurs résultats sont la 9e place du slalom géant en Sierra Nevada en 1996 (meilleur français), et la 12e place du slalom géant à Morioka en 1993 (meilleur français). 
Il participe à 2 Jeux olympiques, en 1994 et 1998, où son meilleur résultat est la 11e place du slalom géant à Nagano en 1998 (meilleur Français). 
En coupe du monde, il réalise 22 Tops-15 au cours de sa carrière, dont 8 Tops-10 en slalom géant. Son meilleur résultat est la 5e place du slalom géant de Kranjska Gora en 1997. 
Il est le père des skieurs alpins Roy et Daron Piccard.

## Palmarès

### Jeux olympiques
| Épreuve / Édition   | Slalom géant |
| JO 1994 Lillehammer | 17e          |
| JO 1998 Nagano      | 11e          |

### Championnats du monde
| Épreuve / Édition               | Super G | Slalom géant | Slalom  | Combiné |
| Mondiaux 1989 Vail              | 25e     | -            | Abandon | Abandon |
| Mondiaux 1993 Morioka           | -       | 12e          | -       | -       |
| Mondiaux 1996 Sierra Nevada     | 38e     | 9e           | -       | -       |
| Mondiaux 1997 Sestrière         | -       | Abandon      | -       | -       |
| Mondiaux 1999 Vail/Beaver Creek | -       | Abandon      | -       | -       |

### Coupe du monde
- Meilleur classement général : 45e en 1995.
- Meilleur classement du slalom géant : 13e en 1995.
- 22 Tops-15.

#### Classements
| Saison / Épreuve | Saison / Épreuve | Général | Général | Slalom géant | Slalom géant | Super G | Super G |
| ---------------- | ---------------- | ------- | ------- | ------------ | ------------ | ------- | ------- |
| Saison / Épreuve | Saison / Épreuve | Class.  | Points  | Class.       | Points       | Class.  | Points  |
| 1991-1992        | 1991-1992        | 144e    | 7       | 52e          | 7            | -       |         |
| 1992-1993        | 1992-1993        | 76e     | 77      | 19e          | 59           | 50e     | 18      |
| 1993-1994        | 1993-1994        | 65e     | 91      | 24e          | 52           | 27e     | 29      |
| 1994-1995        | 1994-1995        | 45e     | 165     | 13e          | 130          | 31e     | 35      |
| 1995-1996        | 1995-1996        | 50e     | 158     | 18e          | 126          | 31e     | 32      |
| 1996-1997        | 1996-1997        | 48e     | 155     | 16e          | 155          | 41e     | 10      |
| 1997-1998        | 1997-1998        | 54e     | 136     | 17e          | 136          | -       |         |
| 1998-1999        | 1998-1999        | 99e     | 24      | 36e          | 24           | -       | -       |

### Championnats de France
En 1994, il est Champion de France de Super G à Serre-Chevalier.
En 1995, il est Champion de France de Slalom Géant  à Morzine. 
En 1997, il est Champion de France de Slalom Géant  à Alpe d'Huez. 